# Diecezja Portsmouth
Diecezja Portsmouth (łac. Dioecesis Portus Magni) – diecezja Kościoła rzymskokatolickiego w południowej Anglii, w metropolii Southwark. Obejmuje hrabstwa Dorset i Hampshire, a także części hrabstw Berkshire i Oxfordshire znajdujące się na południe od Tamizy. W jej granicach znajdują się także Wyspa Wight oraz Wyspy Normandzkie. Została erygowana 19 maja 1882 roku - wcześniej jej terytorium należało do diecezji (dziś archidiecezji) Southwark. Siedzibą biskupa jest Portsmouth.

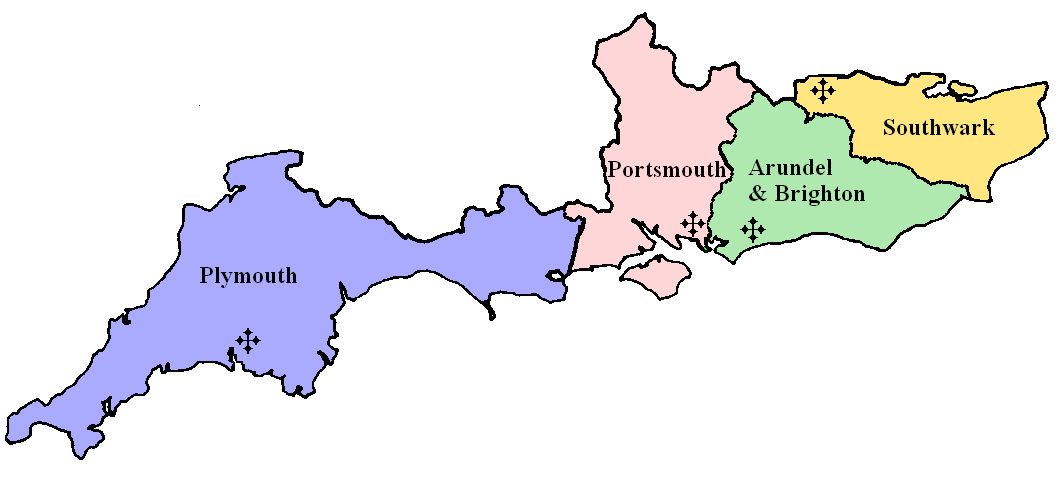
Diecezja na mapie metropolii (zaznaczona na różowo)